# Wielgomłyny (wieś)
Wielgomłyny – wieś w Polsce położona w województwie łódzkim, w powiecie radomszczańskim, w gminie Wielgomłyny.
W latach 1975–1998 miejscowość administracyjnie należała do województwa piotrkowskiego.
Miejscowość jest siedzibą gminy Wielgomłyny.
Przez miejscowość przepływa Struga, dopływ Pilicy.
Atrakcją turystyczną jest zabytkowy klasztor paulinów.
Szkolnictwo - PSP w Wielgomłynach. Brak szkół średnich i wyższych.

## Części wsi
| SIMC    | Nazwa                  | Rodzaj     |
| ------- | ---------------------- | ---------- |
| 0555123 | Borowiec               | przysiółek |
| 0555092 | Piaski                 | część wsi  |
| 0555100 | Wielgomłyny Poduchowne | część wsi  |

## Zabytki
Według rejestru zabytków Narodowego Instytutu Dziedzictwa na listę zabytków wpisane są obiekty:
- zespół klasztorny paulinów, XV–XIX w.:
  - kościół pw. św. Stanisława, obecnie parafialny, nr rej.: 232-X-42 z 28.03.1949 oraz 246 z 19.07.1967
  - klasztor, obecnie plebania, nr rej.: 420 z 19.07.1967
  - dzwonnica, nr rej.: 421 z 19.07.1967

## Galeria

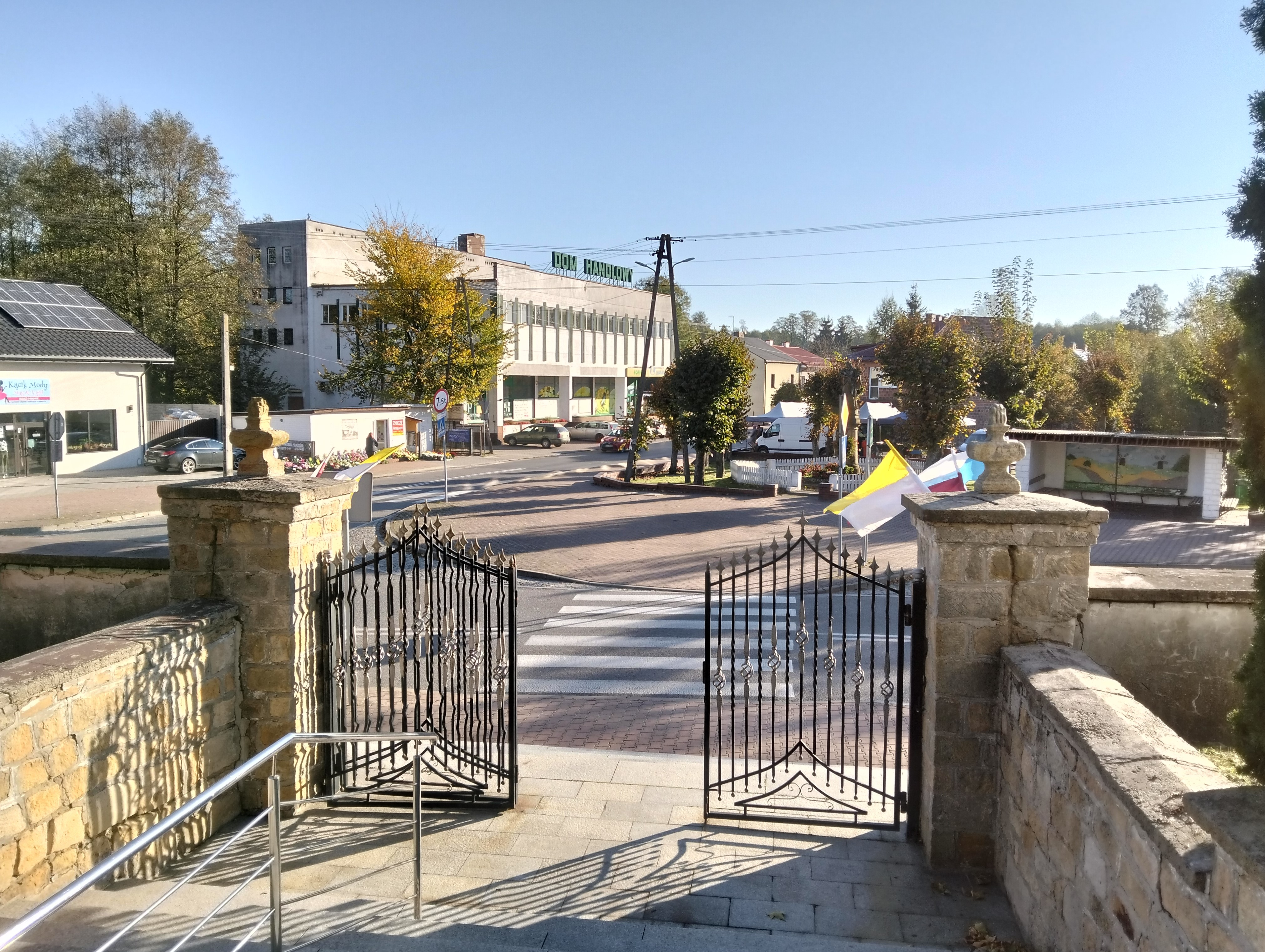
Rynek w Wielgomłynach
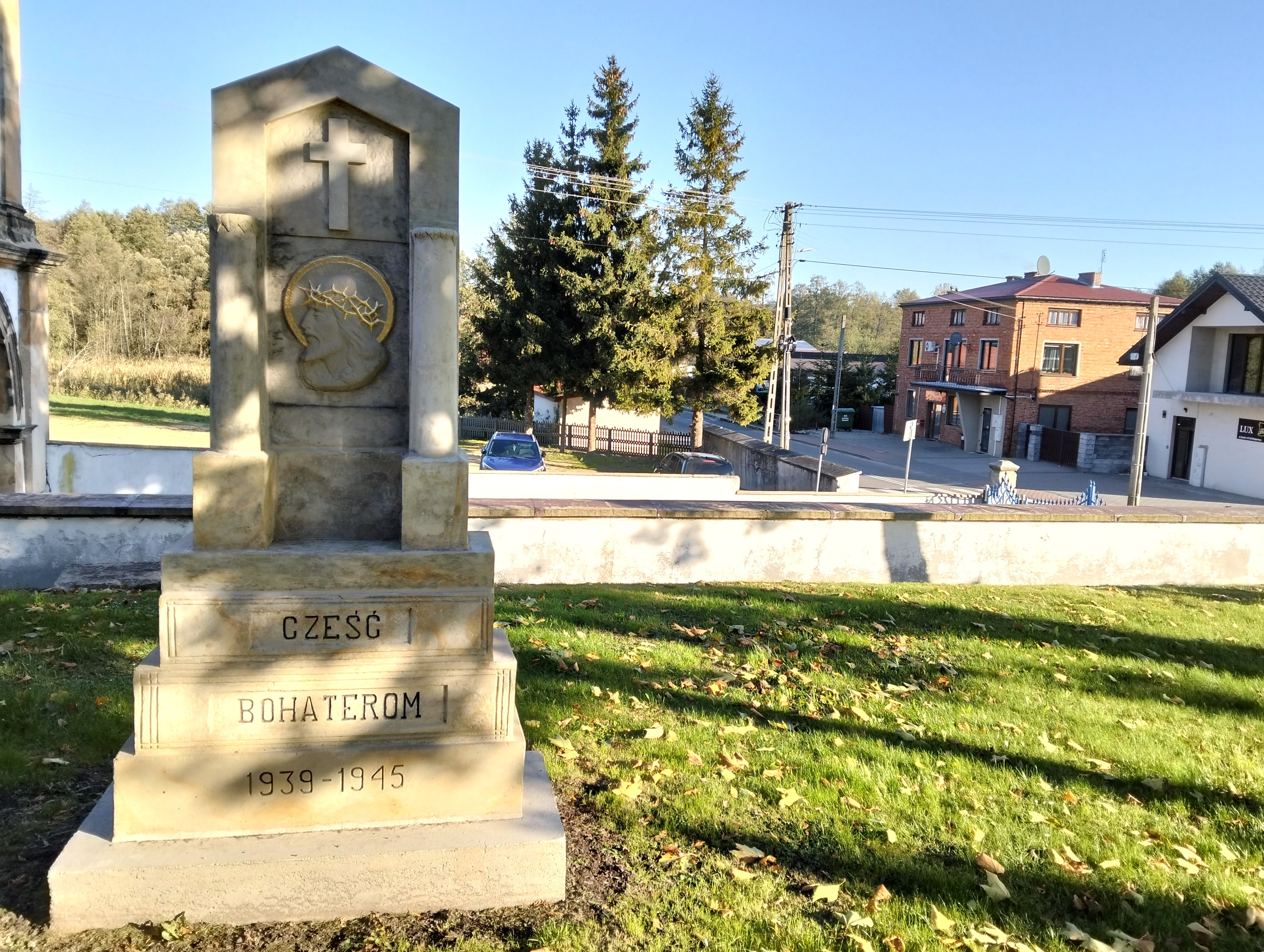
Pomnik Bohaterów